# Томазо I дел Васто
Томас I (на италиански: Tommaso I del Vasto, * 1239, † 1296) от род Алерамичи e маркграф на Салуцо от 1244 до 1296 г.
Томас e син на маркграф Манфред III († 1244) от Салуцо и Беатрикс от Савоя (1223–1259). 
На пeт години той наследява баща си - през 1244 година. Възпитаван e в двора на Бонифаций II Монфератски в Чивасо. Той се жени за Луиза ди Чева и има с нея 15 деца.
Томас умира през 1296 г., последван e от неговия син Манфред IV († 1340).